# RSM Ebner Stolz
RSM Ebner Stolz ist eine deutsche Prüfungs- und Beratungsgesellschaft.

## Unternehmen
Das Unternehmen ging 2009 aus dem Zusammenschluss von Ebner, Stolz & Partner (Stuttgart), Mönning & Partner (Hamburg) und BFJM Bachem Fervers Janßen Mehrhoff (Köln) hervor und firmierte zunächst unter dem Namen Ebner Stolz Mönning Bachem, ab 2013 unter Ebner Stolz. Seit dem 1. Oktober 2023 ist die Gesellschaft Mitglied des Netzwerks RSM International und firmiert seitdem unter der Marke RSM Ebner Stolz. Davor war sie Teil von Nexia International.
RSM Ebner Stolz beschäftigt in Deutschland über 2.700 Mitarbeiter an 14 Standorten und erzielte 2024 einen Umsatz in Höhe von rund 481,5 Mio. Euro. Das Unternehmen nimmt laut der Lünendonk-Liste 2025 den fünften Platz unter den Wirtschaftsprüfungs- und Steuerberatungsgesellschaften in Deutschland ein.
Das Unternehmen verfügt über Standorte in Berlin, Bonn, Bremen, Düsseldorf, Frankfurt, Hamburg, Hannover, Karlsruhe, Köln, Leipzig, München, Reutlingen, Siegen und Stuttgart. 2019 ging das Unternehmen ein Joint Venture in China ein und hat seitdem unter dem Namen Ebner Stolz Neumann Wu  Standorte in Shanghai und Peking.

## Leistungen
Das Leistungsangebot von RSM Ebner Stolz umfasst folgende Bereiche:
- Wirtschaftsprüfung
- Steuerberatung
- Rechtsberatung
- Unternehmensberatung

Darüber hinaus ist die Gesellschaft vor allem auf die Transaktionsberatung sowie die Restrukturierung und Digitalisierung von Unternehmen spezialisiert. Innerhalb der einzelnen Fachbereiche verfügt RSM Ebner Stolz in klassischen Beratungsfeldern sowie in verschiedenen Spezialgebieten und Branchen über besondere Kompetenzzentren. Dort werden Sachverhalte von Spezialisten, die theoretisch führend und operativ tätig sind, analysiert, bewertet und in Handlungsempfehlungen übertragen. RSM Ebner Stolz konzentriert sich traditionell auf Mandanten aus dem Mittelstand.
Exemplarische größere Mandate waren zum Beispiel die Neuorganisation des ADAC (2017), der Verkauf von Tochterfirmen des Automobilzulieferers Hella an den schwedischen Autoteilelieferanten Mekonomen (2018), der Verkauf der Powertech-Gruppe durch den Knorr-Bremse-Konzern (2019) und die strategische Neuausrichtung und den damit einhergehenden Verkauf diverser Regionalmedien der DuMont Mediengruppe (2020). Ebner Stolz war externer Gutachter für Beraterverträge des DFB aus dem Jahr 2019.

## Kritik
Im Vorfeld des Insolvenzverfahrens der Greensill Bank wurde im März 2021 zuerst von der Wirtschaftswoche berichtet, dass die deutsche Finanzaufsicht Bafin ein Verfahren gegen Ebner Stolz bei der Abschlussprüferaufsichtsstelle (APAS) angeregt hatte, was die APAS auf Nachfrage des Finance-Magazins bestätigte. Wie aus einer Veröffentlichung des Bundesanzeigers am 16. August 2021 hervorgeht, hat Ebner Stolz das Testat für den letztmals geprüften Jahresabschluss 2019 widerrufen und einen Versagungsvermerk erteilt. Aus den dortigen Erläuterungen ergibt sich, dass die Greensill Bank den Abschlussprüfern von Ebner Stolz wichtige Verträge und vertragliche Abreden vorenthalten hatte. Es ist möglich, dass geschädigte Investoren oder der Insolvenzverwalter Ansprüche gegen Stolz geltend machen.
Im August 2022 wurde bekannt, dass die APAS konkrete Anhaltspunkte dafür gefunden hat, dass Ebner Stolz bei der Abschlussprüfung 2019 für das Immobilienunternehmen Adler Real Estate AG seine Pflichten verletzt haben könnte. Die APAS leitete ein oder mehrere Berufsaufsichtsverfahren ein.